# Križanje sv. Petra (Caravaggio)
Križanje svetega Petra (italijansko Crocifissione di san Pietro) je delo Michelangela Merisija da Caravaggia, naslikano leta 1601 za Cerasijevo kapelo v cerkvi Santa Maria del Popolo v Rimu. Na drugi strani kapele je drugo Caravaggievo delo, ki prikazuje Spreobrnjenje na poti v Damask (1601). Na oltarju med obema je Marijino vnebovzetje  Annibale Carraccija.

## Zgodovina
Dve stranski sliki je septembra 1600 naročil monsignor Tiberio Cerasi, generalni zakladnik papeža Klementa VIII., ki je 8. julija 1600 kupil kapelo od menihov avguštincev in naročil Carlu Madernu, naj majhno stavbo obnovi v baročnem slogu. Pogodba za oltarno sliko s Carraccijem ni ohranjena, vendar se na splošno domneva, da je bila listina podpisana nekoliko prej, Caravaggio pa je moral upoštevati delo drugega umetnika in celoten ikonografski program kapele. Cerasi je gojil globoko pobožnost do sv. Petra in Pavla in ju je priklical v svoji oporoki. Oba svetnika sta skupaj predstavljala temelj katoliške cerkve in sta se imenovala kneza apostolov. Oba sta bila močno povezana z mestom Rimom in papeštvom. Caravaggiove slike naj bi torej izražale Cerasijevo navezanost na rimsko cerkev in njegovo bližino papeški oblasti. Njihova lega v kapeli je bila pomembna, vendar je bil pobožni poudarek še vedno na Marijinem vnebovzetju na oltarju v sredini. Postavitev obeh prizorov je imela dobro znan precedens na freskah Capella Paolina v Apostolski palači (1542–1549), vendar so se Caravaggiove slike močno razlikovale od natrpanih manierističnih prizorov Michelangela.
Čeprav je bilo veliko povedanega o domnevnem rivalstvu med Carraccijem in Caravaggiom, ni zgodovinskih dokazov o resnih napetostih. Oba sta bila v Rimu uspešna in iskana umetnika. Caravaggio je dobil naročilo Cerasija takoj po tem, ko so bila njegova slavna dela v kapeli Contarelli končana, Carracci pa je bil zaposlen z ustvarjanjem svojega velikega cikla fresk v palači Farnese. V teh okoliščinah ni bilo nobenega razloga, da bi drug drugega imeli za poslovna tekmeca, pravi Denis Mahon.
Pogodba, podpisana 24. septembra 1600, določa, da bo »ugledni slikar Michelangelo Merisi da Caravaggio v osmih mesecih naslikal dve veliki plošči ciprese, visoki deset in široki osem palm, ki predstavljata spreobrnjenje svetega Pavla in mučeništvo svetega Petra. cena 400 skudijev.« Pogodba je slikarju dajala proste roke, da je izbiral figure, osebe in ornamente, upodobljene tako, kot se mu je zdelo primerno, »v zadovoljstvo njegovega gospostva«, poleg tega je bil dolžan predložiti pripravljalne študije pred izvedbo slike. Caravaggio je prejel 50 scudijev kot predplačilo od bankirja Vincenza Giustinianija, preostanek pa je bil namenjen plačilu po dokončanju. Dimenzije, določene za plošče, so skoraj enake velikosti obstoječih platen.
Ko je Tiberio Cerasi umrl 3. maja 1601, je Caravaggio še vedno delal na slikah, kot potrjuje avviso z dne 5. maja, ki omenja, da je kapelo okrasil roko famosissimo Pittore, Michelangelo da Caravaggio. Drugi pregled z dne 2. junija dokazuje, da je Caravaggio mesec dni pozneje še vedno delal na slikah. Dokončal jih je nekje pred 10. novembrom, ko je prejel zadnji obrok od dedičev Tiberia Cerasija, očetov Ospedale della Consolazione. Skupna odškodnina za slike je bila iz neznanih razlogov znižana na 300 scudijev.
Slike je 1. maja 1605 končno namestil v kapelo mizarski mojster Bartolomeo, ki je za svoje delo od Ospedale prejel štiri scudije in petdeset baiocchijev.
Prva različica 
Giovanni Baglione je v svoji biografiji o Caravaggiu iz leta 1642 poročal, da sta bili prvi različici obeh slik zavrnjeni:
 »Plošče so bile sprva poslikane v drugačnem slogu, a ker niso bile všeč mecenu, jih je vzel kardinal Sannesio; namesto njih je naslikal dve oljni sliki, ki ju lahko vidimo danes, saj ni uporabil nobenega drugega medija. In – tako rekoč – bogastvo in slava sta ga peljali zraven.«
To poročilo je edini zgodovinski vir za znano zgodbo. Čeprav je bila biografija napisana desetletja po dogodkih, je bila njena resničnost na splošno sprejeta. Baglione ni podal nobene dodatne razlage o razlogih in okoliščinah zavrnitve, vendar je sodobna znanost predstavila več teorij in domnev. Prve različice slik je očitno pridobil Giacomo Sannesio, tajnik Sacra Consulta in navdušen zbiratelj umetnin. Caravaggiov biograf Giulio Mancini je omenil, da so bile te slike v zbirki kardinala Sannesia okoli leta 1620, vendar je menil, da gre za retuširane kopije izvirnikov. Slike so se znova pojavile v popisu Francesca Sannesia, dediča kardinala Giacoma, z dne 19. februarja 1644, ki je zabeležil »dve veliki plošči, ki predstavljata križanega svetega Petra in drugo spreobrnjenje svetega Pavla, uokvirjeno v zlato«. Tokrat so dediči slike prodali španskemu podkralju Neaplja Juanu Alfonsu Enríquezu de Cabreri, ki jih je dve leti kasneje prepeljal v Madrid. Po njegovi smrti so bile slike ponovno zabeležene v popisu njegovega premoženja 7. avgusta 1647. Takrat so Mučeništvo svetega Petra ocenili na skupno 3300 dukatov, njegov pozlačen in izrezljan okvir pa je bil ocenjen na vrednost 300 dukatov. Plošča je bila zadnjič registrirana v popisu posesti Juana Gasparja Enríqueza de Cabrere, 10. kastiljskega admirala, leta 1691. Po tem je prva različica Petrovega križanja izginila iz dokumentov in njena nadaljnja usoda ostaja neznana. Slika na to temo v Museo del Patriarca v Valencii je pripisana Caravaggiu in je morda prva različica.

## Opis
Slika prikazuje mučeništvo sv. Petra. Po starodavnem in znanem izročilu je Peter, ko je bil v Rimu obsojen na smrt, zahteval, da ga križajo z glavo navzdol, ker ni verjel, da je človek vreden, da bi bil ubit na enak način kot Jezus Kristus.
 »Toda zdaj je čas, da ti, Peter, izročiš svoje telo tistim, ki ga vzamejo. Sprejmi ga torej, ti, ki mu pripada. Rotim vas, krvniki, križajte me takole, z glavo navzdol in ne drugače: in razlog za to bom povedal tistim, ki poslušajo« – Petrova dela 
Veliko platno prikazuje tri krvnike, ki se borijo poravnati križ. Peter je že prikovan na krake, roke in noge ima okrvavljene. Apostol je praktično gol, kar poudarja njegovo ranljivost. Je star človek s sivo brado in plešasto glavo, vendar je njegovo postarano telo še vedno mišičasto, kar kaže na veliko moč. Z velikim naporom se dvigne s križa, obrne se z vsem telesom, kot da bi hotel pogledati proti nečemu, kar ni na sliki (Bogu). Njegove oči ne gledajo na krvnike, ampak ima izgubljen pogled.
Za dvig križa so potrebni napori treh mož. Eden ga vleče navzgor z vrvmi, medtem ko njegovi pomočniki poskušajo težko opremo dvigniti z rokami in rameni. Delavec v rumenih hlačah, ki čepi pod križem, zgrabi lopato, s katero so v skalnato zemljo izkopali luknjo za kol. Celoten proces se zdi neorganiziran in kaotičen, kot da bi nenadna teža križa ujela krvnike nepripravljene. Njihovi obrazi so v veliki meri zaščiteni pred gledalcem, zaradi česar so brezkarakterni izvršitelji nepravičnega dejanja, ki ga je ukazala nevidna oblast. Ozadje prizora je videti kot stena nepredirne teme, v resnici pa je skalnata pečina. To je aluzija na pomen Petrovega imena: »skala«, na kateri je Kristus napovedal, da bo zgrajena njegova Cerkev (Evangelij po Mateju Mt 16,18).

## Slog
Po besedah Denisa Mahona obe sliki v Cerasijevi kapeli tvorita »tesno povezano skupino dovolj jasnega značaja« z Navdih svetega Mateja v  Contarellijevi kapeli in  Polaganje Kristusa v grob v Pinacoteca Vaticana. Ta štiri dela je poimenoval »srednja skupina« in izjavil, da pripadajo Caravaggiovemu zrelemu obdobju. Ob primerjavi obeh slik v Cerasijevi kapeli je Mahon Spreobrnjenje svetega Pavla videl »veliko bolj živahno kot njegov spremljevalec«, ki ji ne uspe prenesti tako živega občutka gibanja.
Najbolj presenetljiva značilnost slike je njen izrazit realizem: svetnik je »v veliki meri ubogi ribič iz Betsajde, krvniki pa so z močnimi žilami in pordelimi rokami, zaprašenimi nogami delavni delavci«, pravi Helen Langdon. To je bil začetek nove faze v Caravaggiovi umetnosti, kjer se je osredotočil na krščanski etos ponižnosti in odrešitve skozi trpljenje.

## Sorodna dela
Sliko je leta 1616 kopiral Gerrit van Honthorst, ko je študiral v Rimu. Njegovo risbo je odkril v Nasjonalgalleriet v Oslu in jo leta 1946 objavil Jan Gerrit van Gelder. Na mladega Honthorsta so močno vplivala dela Caravaggia in kasneje je postal eden izmed utrechtskih caravaggistov, ki so poskušali posnemati naturalizem in trdoživost italijanskega slikarja. Honthorst je podpisal in datiral risbo v spodnjem levem kotu. Verjetno je zelo natančno opazoval sliko, ker je bilo izpuščenih le nekaj podrobnosti izvirnika. Ta kopija risbe dokazuje, da sta bila Caravaggia v Cerasijevi kapeli zelo cenjena že nekaj let po tem, ko sta bila postavljena.
Nekateri učenjaki so prvo različico Križanja poistovetili s sliko, ki je zdaj v muzeju Ermitaž v Sankt Peterburgu, vendar to ni splošno sprejeto (v katalogu Ermitaža je Mučeništvo sv. Petra z vprašajem pripisano Lionellu Spadi in datirano v prvo četrtino 17. stoletja).